# The Three Sisters (Queensland)
The Three Sisters är öar i Australien. De ligger i delstaten Queensland, omkring 2 200 kilometer nordväst om delstatshuvudstaden Brisbane.
Savannklimat råder i trakten. Genomsnittlig årsnederbörd är 1 749 millimeter. Den regnigaste månaden är januari, med i genomsnitt 407 mm nederbörd, och den torraste är september, med 7 mm nederbörd.